# ديفيد فووت
ديفيد فووت هو اقتصادي كندي، ولد في 1929.